# Chorthippus amplimedilocus
Chorthippus amplimedilocus är en insektsart som beskrevs av Zheng, Z. och Caixia Yang 1997. Chorthippus amplimedilocus ingår i släktet Chorthippus och familjen gräshoppor. Inga underarter finns listade i Catalogue of Life.